# Dean-Charles Chapman
Dean-Charles Chapman (født 7. september 1997) er en engelsk skuespiller. Han er kendt for at skildre Billy Elliot i West End-teaterproduktionen af Billy Elliot the Musical, Tom Blake i Sam Mendes film 1917 og Tommen Baratheon i fjerde, femte og sjette sæson af HBO-dramaserien Game of Thrones.

## Film

### Film
| År   | Titel                    | Rolle                       | Noter |
| ---- | ------------------------ | --------------------------- | ----- |
| 2014 | Before I Go to Sleep     | Adam Lucas                  |       |
| 2015 | Man Up                   | Harry                       |       |
| 2017 | Breathe                  | Jonathan Cavendish          |       |
| 2018 | The Commuter             | Danny MacCauley             |       |
| 2019 | Blinded by the Light     | Matt                        |       |
| 2019 | The King                 | Thomas of Lancaster         |       |
| 2019 | 1917                     | Lance Corporal Thomas Blake |       |
| 2020 | Here Are the Young Men   | Matthew Connolly            |       |
| 2022 | Catherine Called Birdy   | Robert                      |       |
| 2023 | Ozi: Voice of the Forest | Chance (stemme)             |       |

### Tv
| År        | Titel                                | Rolle            | Noter                             |
| --------- | ------------------------------------ | ---------------- | --------------------------------- |
| 2007      | Casualty                             | William Mulhern  | Episode: "A House Divided"        |
| 2012      | Cuckoo                               | Charlie          | Episode: "Family Meeting"         |
| 2012      | The Revolting World of Stanley Brown | Stanley Brown    | 13 episoder                       |
| 2013      | The White Queen                      | Richard Grey     | 4 episoder                        |
| 2013      | Game of Thrones                      | Martyn Lannister | 2 episoder                        |
| 2014–2016 | Game of Thrones                      | Tommen Baratheon | 16 episoder                       |
| 2014      | Glue                                 | Chris Pollard    | 2 episoder                        |
| 2015      | Ripper Street                        | Harry Ward       | Episode: "Your Father. My Friend" |
| 2015      | Fungus the Bogeyman                  | Dean             | 3 episoder                        |
| 2017      | Will                                 | Billy Cooper     | 3 episoder                        |
| 2018      | Into the Badlands                    | Castor           | 7 episoder                        |
| 2022      | The Walk-In                          | Jack Renshaw     | 5 episoder                        |
| 2024      | The Acolyte                          | Torbin           | 3 episoder                        |

### Teater
| År        | Titel                    | Rolle        | Noter |
| --------- | ------------------------ | ------------ | --- |
| 2005–2006 | Billy Elliot the Musical | Small Boy    | Chapman er den næstlængst medvirkende i produktionen, og den der har været har spillet Billy Elliot længst |
| 2008–2009 | Billy Elliot the Musical | Michael      | Chapman er den næstlængst medvirkende i produktionen, og den der har været har spillet Billy Elliot længst |
| 2009–2011 | Billy Elliot the Musical | Billy Elliot | Chapman er den næstlængst medvirkende i produktionen, og den der har været har spillet Billy Elliot længst |